# Goulet de Brest
Pour les articles homonymes, voir Goulet.

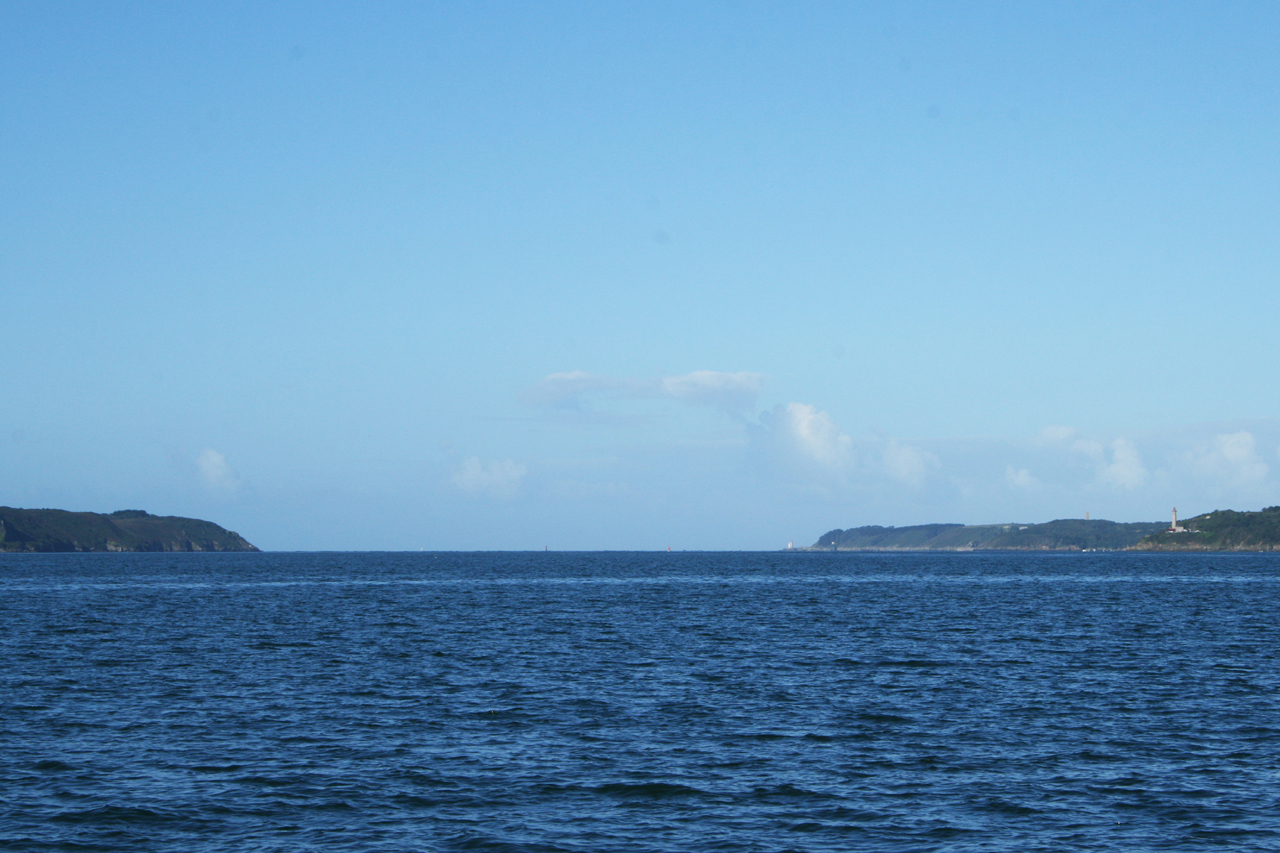
Goulet de Brest avec le phare du Portzic.

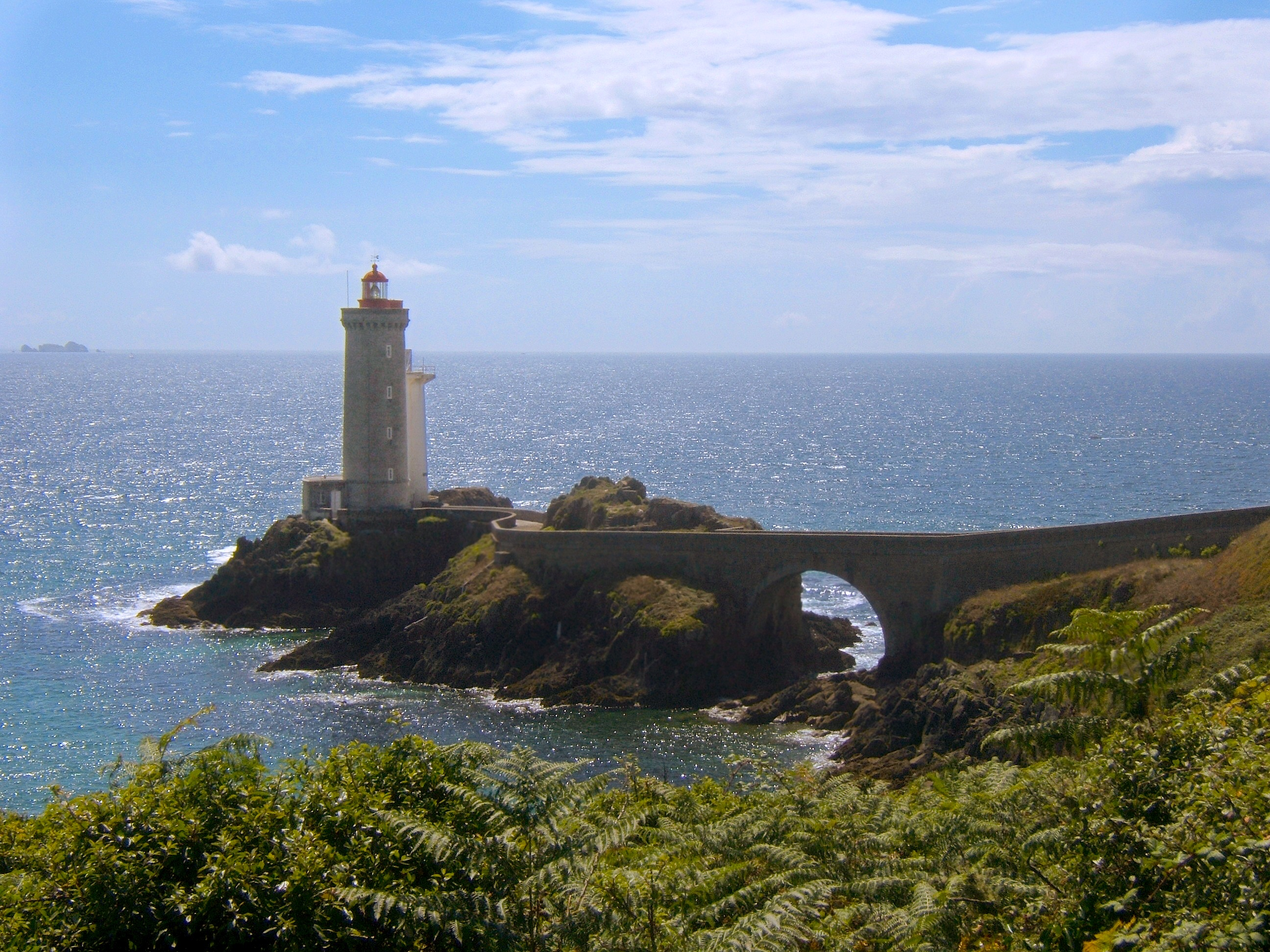
La pointe du Petit Minou et son phare.

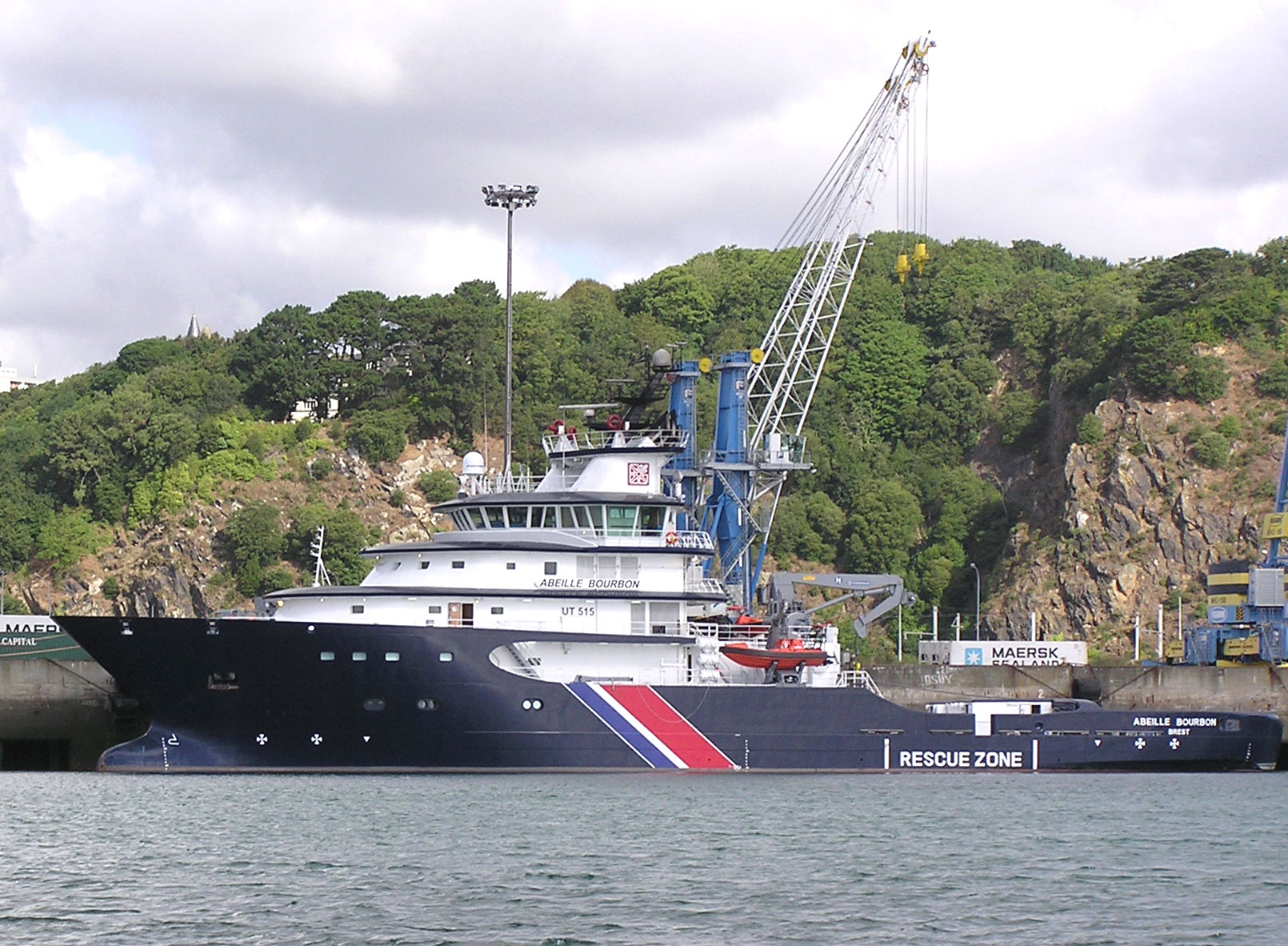
Le puissant remorqueur Abeille Bourbon à quai dans le port de Brest.

Carte du goulet et de la rade de Brest.

Le goulet de Brest est un bras de mer qui relie la rade de Brest à l'océan Atlantique.
Long de 3 000 m et large de seulement 1 500 m, il est situé entre la pointe du Petit Minou et le phare du Portzic au nord, et l'îlot des Capucins et la pointe des Espagnols au sud.
À chaque renversement de marée, l'océan remplit et vide la rade de Brest à une vitesse pouvant atteindre 4 à 5 nœuds. Ainsi l'escale naturelle pour les voiliers est l'anse de Camaret-sur-Mer, afin d'attendre un courant favorable pour y accéder. C'est également dans l'anse de Camaret que se prépositionne le remorqueur Abeille Bourbon basé à Brest les jours de tempête pour pouvoir porter secours plus rapidement aux navires en détresse.

## Situation militaire
Le goulet de Brest est le seul accès maritime à la rade de Brest qui offre un abri naturel idéal pour une flotte de guerre (à l'instar des rades de Lorient, Toulon, ou Cherbourg). C'est donc à cet endroit et afin de protéger la ville de Brest, son port et sa flotte militaire, que de nombreuses installations militaires ont été concentrées.
En outre, sa configuration naturelle a facilité la tâche des défenseurs, car le goulet comporte en son axe une épine dorsale matérialisée par le rocher du Mengant, ce qui oblige les navires à serrer la rive nord ou celle du sud, mais complique l'accès au port de Brest, comme l'illustre cet article datant de 1865 : 

« Hier, 15 [août 1865], on disait que l'escadre de la Méditerranée était arrivée la veille au soir à l'entrée du goulet. (...). Le vice-amiral Bouët-Willaumez avait bien le dessein d'arriver le 15, mais le temps ne l'a pas permis (...). Toute la population était sur les quais du nouveau port et sur le cours d'Ajot (...). Vers onze heures et demie, nous avons vu apparaître, derrière le phare du Portzic, le Caton, qui était parti samedi avec tous les pilotes de Brest pour aller au devant de l'escadre. Son apparition nous annonçait que tous les navires cuirassés suivaient la côte nord du goulet, passant ainsi devant le phare du Petit Minou, le fort Mengant, le fort du Dellec, le fort du Diable, laissant à gauche [sic, en fait à droite] les Fillettes et la roche Mengant, écueils situés au milieu même du goulet. (...). »

Les nombreux projets de construction d'un fort sur la roche Mengant ont tous échoué, notamment celui entrepris par Seignelay : « Frappé par l'avantage que l'on pouvait tirer, comme moyen de défense, de cette bizarrerie de la nature, [il] avait tout tenté pour établir, sur le Mengant (pierre boîteuse), un fortin ou même une simple batterie, mais il avait fallu reculer devant l'impossibilité matérielle : les flots, toujours en fureur autour du rocher, en rendaient l'abord tellement dangereux qu'il était impraticable. Ce fut alors que Vauban (...) acheva et couvrit de batteries les falaises du goulet (...) ».
La roche Mengant a été à l'origine de nombreux accidents maritimes, notamment le naufrage du Républicain en juin 1794 et l'échouage du Charles Martel en 1897.

## Les forts
Ainsi, le goulet de Brest est une zone très surveillée, en témoignent les nombreux forts et infrastructures militaires qui le bordent.

### Zone deBrest
- Deux fortifications à la sortie du goulet : le fort de Bertheaume et le fort de Toulbroc'h
- Quatre forts au nord du goulet : le fort du Petit Minou, le fort du Mengant, le fort du Dellec et le fort de Portzic[5].

### Zone de la presqu'île deRoscanvel
- Cinq fortifications (fort de l'îlot des Capucins, fort de Kerviniou, fort de Cornouaille, fort Robert, fort de la pointe des Espagnols)) et deux batteries (batterie du Stiff et du Pourjoint) défendent directement le goulet. D'autres dispositifs (lignes fortifiées de Quélern, fort de Tremet, magasins à poudre de l'île des Morts, fort de la Fraternité et îlot du Diable complètent le système en défendant la rade de Brest[6].

### Zone deCamaret-sur-Mer
Le système défensif de cette zone (tour Vauban, batteries de Kerbonn, du Toulinguet, de la pointe du Petit et du Grand Gouin) a pour mission de surveiller l'entrée du goulet de Brest et d'empêcher tout débarquement dans les anses autour de Camaret.